# Podochileae
Tribu
Classification phylogénétique
Les Podochileae sont une tribu de plantes de la sous-famille des Epidendroideae, dans la famille des Orchidaceae.

## Liste desgenres
Selon le GRIN
- Appendicula Blume (1825).
- Ascidieria Seidenf. (1984).
- Ceratostylis Blume (1825).
- Chilopogon Schltr. (1912).
- Chitonanthera Schltr. (1905)[2].
- Chitonochilus Schltr. (1905)[3].
- Cryptochilus Wall. (1824).
- Cyphochilus Schltr. (1912).
- Epiblastus Schltr. (1905).
- Eria Lindl. (1825).
- Mediocalcar J.J.Sm. (1900).
- Octarrhena Thwaites (1861).
- Oxyanthera Brongn. (1834)[4].
- Phreatia Lindl. (1830).
- Poaephyllum Ridl. (1907).
- Podochilus Blume (1825).
- Porpax Lindl. (1825).
- Rhynchophreatia Schltr. (1921)[5].
- Ridleyella Schltr. (1913).
- Sarcostoma Blume (1825).
- Stolzia Schltr. (1915).
- Thelasis Blume (1825).
- Trichotosia Blume (1825).

Selon NCBI
- Appendicula Blume (1825).
- Ceratostylis Blume (1825).
- Eria Lindl. (1825).
- Gastrorchis Thouars (1809)[7].
- Mediocalcar J.J.Sm. (1900).
- Phaius Lour. (1790)[8].
- Phreatia Lindl. (1830).
- Podochilus Blume (1825).
- Ridleyella Schltr. (1913).
- Thelasis Blume (1825).
- Trichotosia Blume (1825).